# Zvonice v Podhradí
Roubená zvonička ve stylu lidové architektury 19. století stojí v centru obce Podhradí v okrese Zlín. Je kulturní památkou České republiky.

## Popis
Zvonička z 19. století je situována u silnice v příkrém svahu v centru obce Podhradí. Je typickou stavbou lidové architektury v oblasti Luhačovského Zálesí. Zvonička ohlašuje už jen umíráček, protože ostatní zvonění od roku 2020 zajišťuje zvon s elektrickým ovládáním v kapli svaté Zdislavy.
Zvonička je samostatně stojící roubená dřevěná stavba postavena na půdorysu obdélníku posazena na vyzděném základu z lomového kamene se sedlovou střechou. Na stavbu byly použité vazné trámy, které byly opracovány osekáním ze čtyř stran, s pečlivě opracovanými čely. Trámy jsou spojeny na rybinu. V čelní stěně je pravoúhlá zárubeň s jednokřídlými dveřmi svlakové konstrukce. Dveře mají jednoduchou petlicí a jsou zavěšené na křížových závěsech. Skrz šindelovou střechu vystupuje stojatá vidlice sochy se zavěšeným zvonem, nad nímž je stanová stříška krytá šindelem.
Přibližné rozměry: základna 2 × 2 m, výška asi 4,5 m.